# Willkommenskultur
A Willkommenskultur német kifejezés, melynek szó szerinti jelentése „az üdvözlés kultúrája”, avagy az a hozzáállás, miszerint a bevándorlók befogadását elősegítő módon kell viselkedni. A szóöszetétellel elsősorban a német politika, illetve közélet migránsokkal szembeni konstruktív attitűdjét illetik, noha a Willkommenskultur fogalma valójában kiterjed a bevándorlókat érő hátrányos megkülönböztetés megelőzéséért tett valamennyi német intézkedésre. A kifejezés 2015-re igen népszerűvé vált; sőt, a Willkommenskultur szófordulatban foglalt elvek olyannyira elnyerték az ausztriai „év szava” nevű díj nyertesének kiválasztásáért felelős bizottság tetszését, hogy a többnyire osztrák akadémikusokból álló zsűri úgy ítélkezett, hogy ez a kifejezés részesül a 2015. évi elismerésben.

## Eredete, különböző jelentései
A The Guardian című angol nyelvű folyóirat megfogalmazása szerint a Willkommenskultur kifejezésnek két különböző használata van. Úgy véli, hogy a koncepció eredeti célja az volt, hogy vendégszeretőnek és segítőkésznek tüntesse föl a munkaerőhiánytól szenvedő Németországot a külvilágnak, annak érdekében, hogy odavonzza a jól képzett munkavállalókat. Az újság szerint az aktuálisabb jelentése azonban az európai menekültválság nyomán keletkezett; immár a világ háború sújtotta területeiről érkező migránscsoportok felé történő segítségnyújtás az elsődleges vonatkozása. 2015-ben a Németország felé haladó közel-keleti és afrikai menedékkérőket az ország főbb vasútállomásain embertömegek várták üdvözlő plakátokkal. E jelenség akkoriban fölkeltette a világsajtó érdeklődését; tömérdek neves publikáció tudósított ezen akciókról.
A gyarapodó bevándorlóáradat azonban ellenséges reakciót is kiváltott a német társadalom egyes részeiben. A 2017-as németországi szövetségi választáson története során először haladta meg a négyszázalékos bejutási küszöböt az Alternatíva Németországért („Alternativ für Deutschland”) nevű jobboldali populista párt, mely vehemensen ellenezte Merkel kancellár menekültpolitikáját. Bizonyos elemzők a Willkommenskultur-korszak végeként értelmezték az AfD kimagasló eredményét,[forrás?] noha nem került kormányra, s nem is vett részt a koalíciós tárgyalásokon ez a tömörülés.
A francia Libération napilap álláspontja szerint a szóösszetétel már évtizedekkel a migrációs válság kirobbanása előtt megszületett, ráadásul az újság szerint a kifejezés az idegenforgalmi ipar szaknyelvéből származik.[forrás?]

## Fordítás
- Ez a szócikk részben vagy egészben  a   Willkommenskultur című angol Wikipédia-szócikk ezen változatának fordításán alapul.  Az eredeti cikk szerkesztőit annak laptörténete sorolja fel. Ez a jelzés csupán a megfogalmazás eredetét és a szerzői jogokat jelzi, nem szolgál a cikkben szereplő információk forrásmegjelöléseként.